# گلیس
گلیس (به آلمانی: Glees) یک شهر  در آلمان است که در اهرویلر واقع شده‌است. گلیس ۵۹۶ نفر جمعیت دارد.